# Haplodrassus concertor
Haplodrassus concertor är en spindelart som först beskrevs av Simon 1878.  Haplodrassus concertor ingår i släktet Haplodrassus och familjen plattbuksspindlar.
Artens utbredningsområde är Frankrike. Inga underarter finns listade i Catalogue of Life.